# Biološka psihologija
Biološka psihologija je grana psihologije koja istražuje organske osnove psihičkih procesa i ponašanja, a bavi se odnosima između građe i funkcije dijelova živčanog i endokrinog sustava,  te doživljavanja i ponašanja.
Psihologija nastoji objasniti ponašanje, a biološka psihologija nastoji objasniti to ponašanje u biološkim okvirima (kako mozak proizvodi naša ponašanja i doživljaje). Biološka psihologija spada u tzv. neuroznanosti,  odnosno znanosti koje se bave proučavanjem živčanog sustava od anatomije do ponašanja (npr. neuroanatomija, neurologija, psihofarmakologija). 
Koristi se spoznajama iz drugih znanosti kao što su anatomija, fiziologija, biokemija, biologija (genetika i znanost o evoluciji). 

## Vrste ponašanja
Biološka psihologija ima 4 vrste objašnjenja za odgovore na 4 vrste ponašanja:
Fiziološko – povezuje neku aktivnost i ponašanje s tim kako živčani sustav funkcionira čak na staničnoj i kemijskoj razini; daje odgovor na pitanje u kakvoj je vezi određeno ponašanje s fiziologijom mozga i drugih organa.
Ontogenetsko -  opisuje kako se struktura i ponašanje razvijaju kod pojedinca (npr. razmatrajući ulogu gena i okoline).
Evolucijsko – povezuje strukturu i ponašanje s evolucijskom poviješću vrste; odgovara na pitanje kako se tijekom evolucije razvio kapacitet za određeno ponašanje.
Funkcionalno - opisuje zašto se struktura ili ponašanje razvilo upravo u takvom obliku; odgovara na pitanje čemu služi to ponašanje.

Biološka psihologija se bavi onim organskim strukturama koje imaju najveći utjecaj na psihičke fenomene, a to su živčani i endokrini sustav. Endokrini sustav je aparat žlijezda s unutrašnjim izlučivanjem koji regulira unutarnji milje organizma putem hormona. Funkcija živčanog sustava je reguliranje odnosa unutar organizma te odnosa između organizma i okoline. Za reguliranje unutar organizma važan je vegetativni ili autonomni živčani sustav. Funkcije živčanog i endokrinog sustava su koordinacija i integracija djelatnosti različitih organa, omogućavanje održavanja homeostaze (ravnoteže) organizma, prilagođeno reagiranje u promjenjivim okolnim uvjetima, spoznajno djelatna aktivnost kod čovjeka i jednim manjim dijelom viših primata.